# Mayetiola destructor
Mayetiola destructor là một loài ruồi trong họ Cecidomyiidae.